# Kasteel van Golub-Dobrzyń
Het Kasteel van Golub-Dobrzyń is een gotisch kruisridderskasteel, dat omstreeks 1300 is gebouwd door de Duitse Orde. Het ligt in Golub-Dobrzyń, een stad niet ver van Toruń.
Er worden regelmatig internationale riddertoernooien en kruisboogwedstrijden gehouden.